# Zebrasoma xanthurum
El cirujano de cola amarilla o cirujano púrpura (Zebrasoma xanthurum) es un pez marino de la familia de los Acantúridos. Es un ágil y vistoso nadador. Sociable con la mayoría de habitantes del arrecife, a excepción de machos territoriales de su misma especie. 

## Morfología
Posee la morfología típica de su familia, cuerpo ovalado,  forma de disco al erguir las aletas dorsal y anal. Es de color azul púrpura intenso y uniforme, con puntos y líneas de color granate o púrpura hasta la cola, que resalta por su coloración amarilla al igual que la mitad final de sus aletas pectorales.
Como todos los peces cirujano, de ahí les viene el nombre común, tiene una espina extraíble a cada lado del pedúnculo caudal; se supone que las usan para defenderse de otros peces.
Alcanza los 36.7 cm de largo. Su tamaño común es de 10 cm.
Sus numerosos y pequeños dientes faríngeos sugieren su principal dieta herbívora: algas filamentosas.

## Hábitat
Suele verse en grupos a lo largo de arrecifes de coral, o sobre fondos rocosos; usualmente entre los 2 y 20 metros de profundidad, 

## Distribución geográfica
Se distribuye en el Océano Índico, Mar Rojo hasta el Golfo Pérsico o Sudán, incluyendo las islas Maldivas.
Es especie nativa de Arabia Saudí; Baréin; Egipto; Emiratos Árabes Unidos; Eritrea; India; Irán; Irak; Israel; Jordania; Kuwáit; Maldivas; Omán; Pakistán; Catar; Somalia; Sri Lanka; Sudán; Yemen y Yibuti.

## Galería

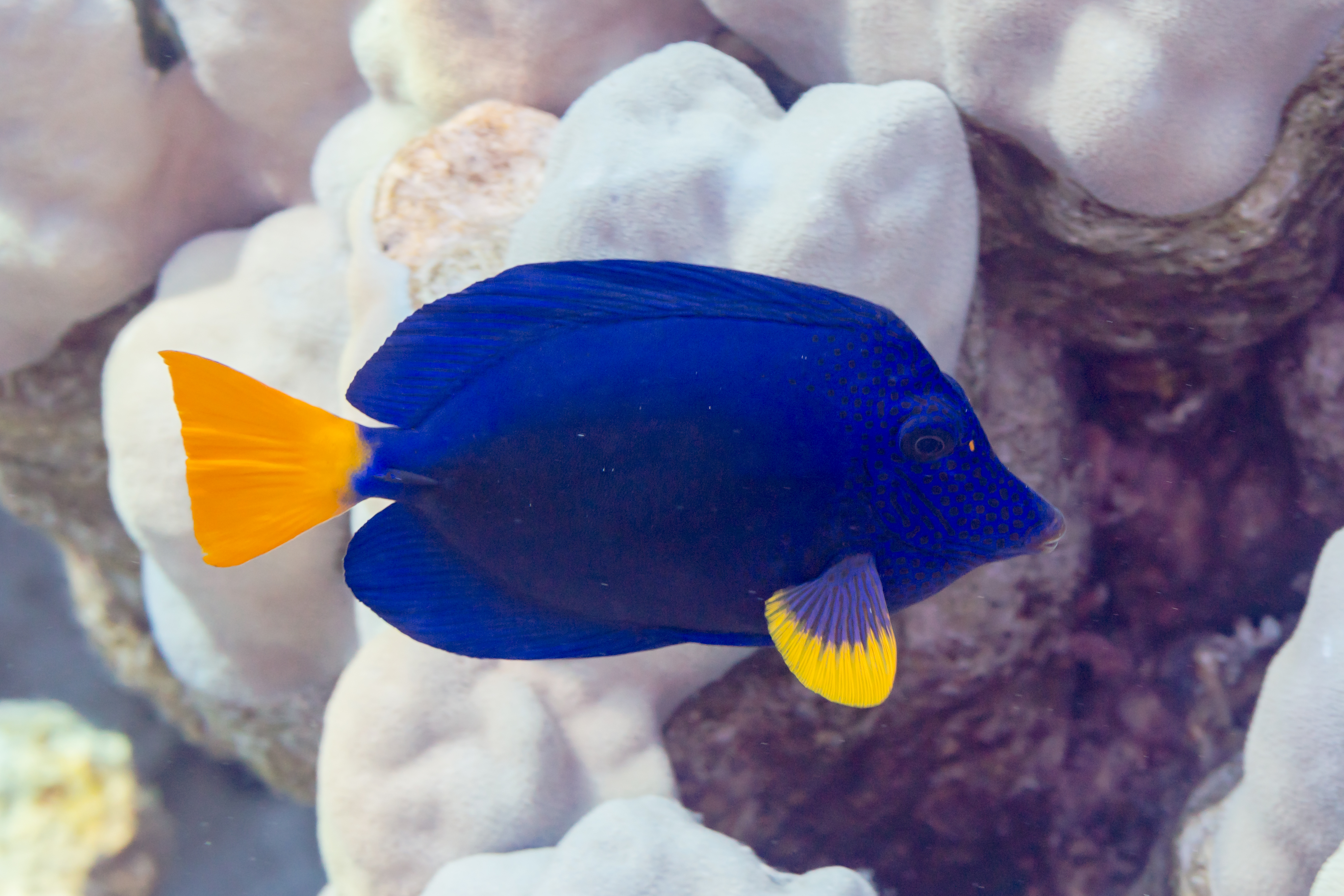
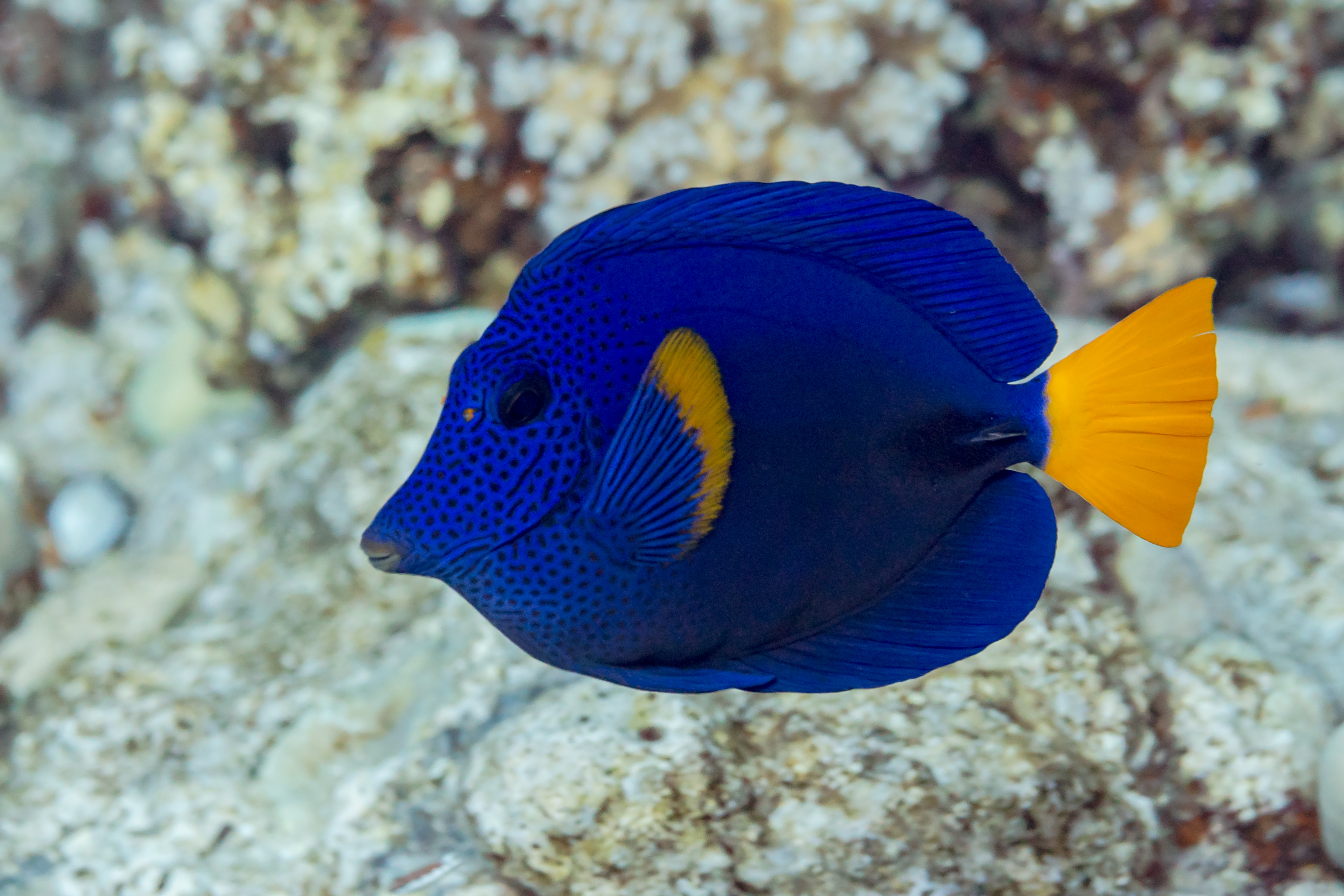
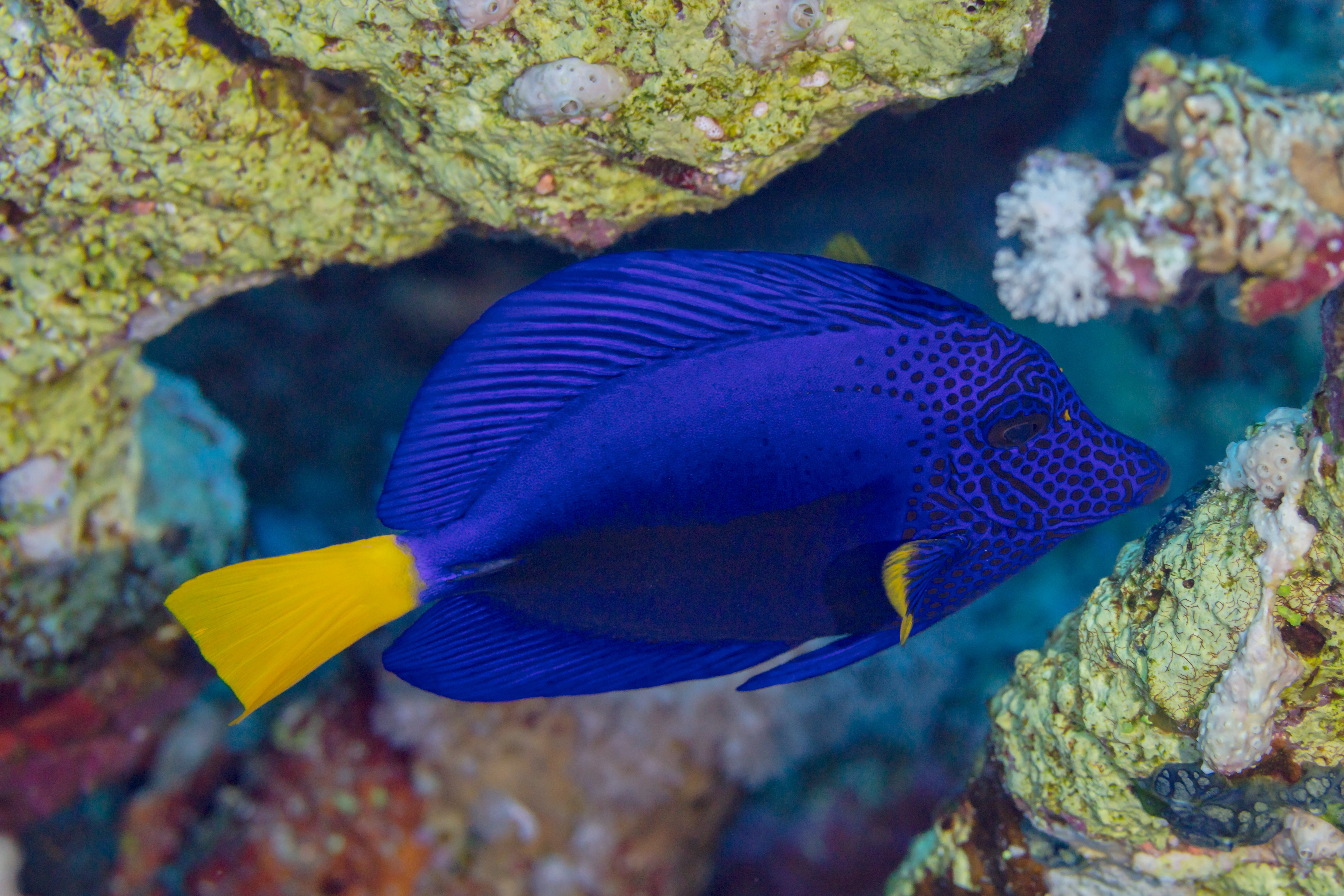
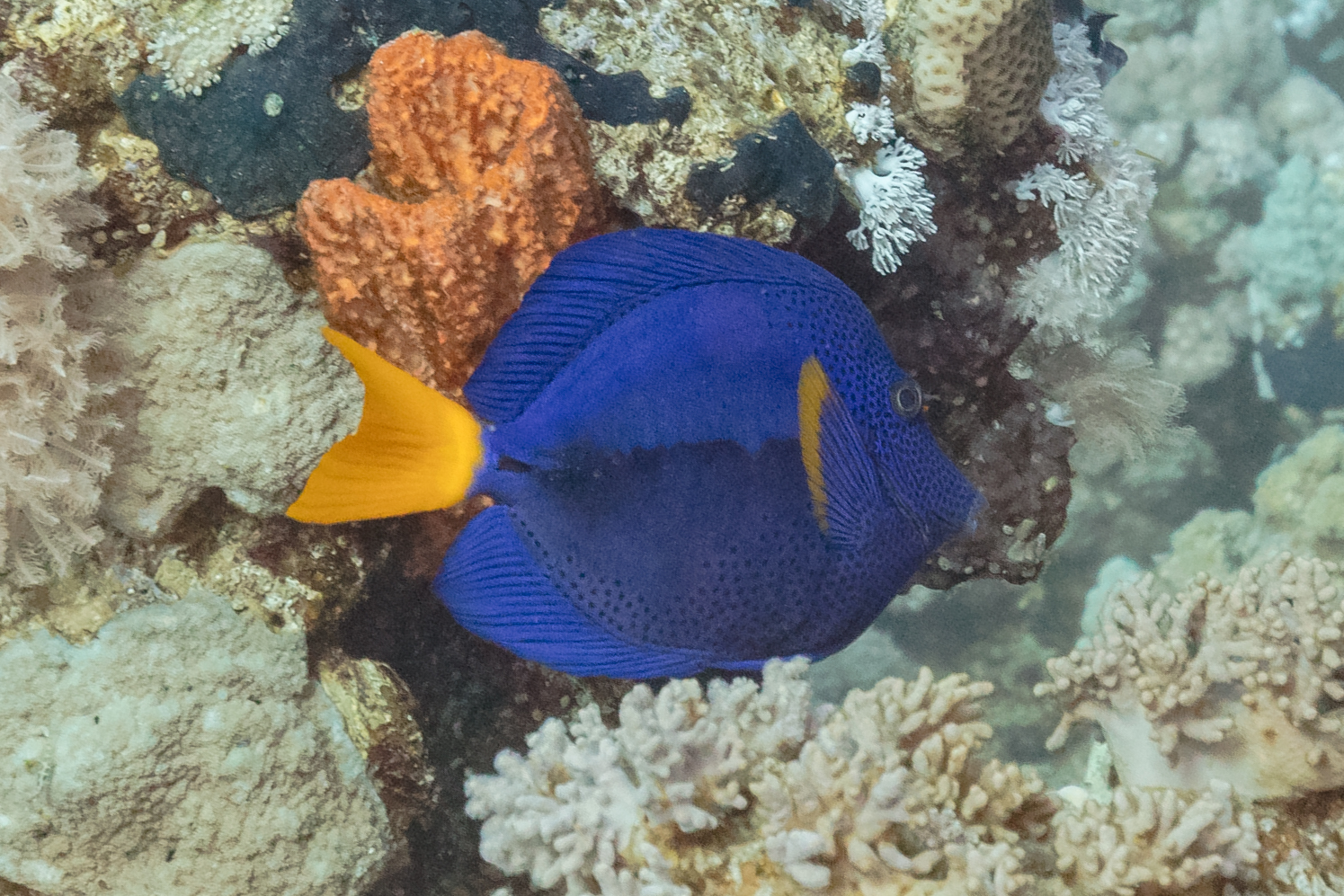
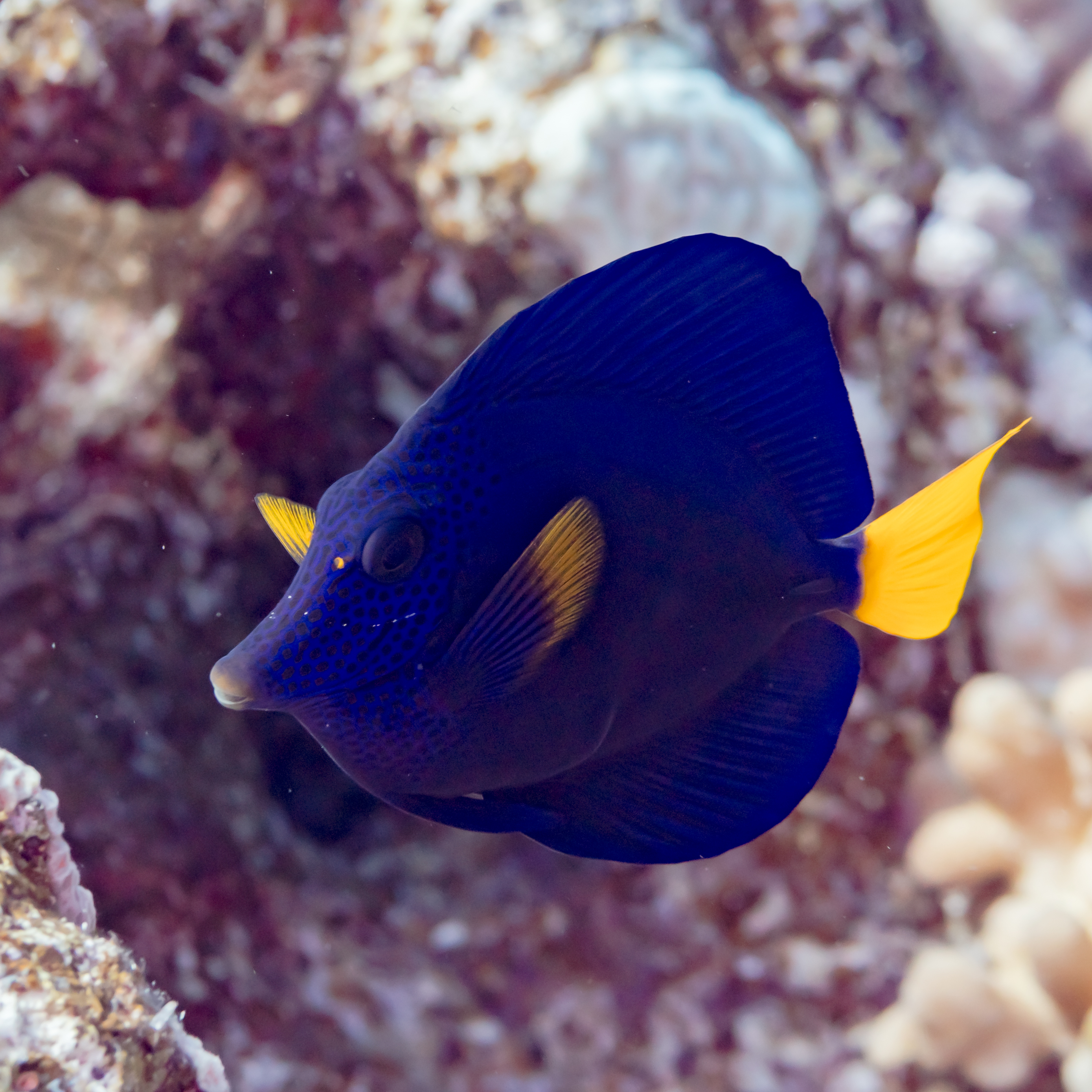

## Alimentación
En la naturaleza se nutre principalmente de plancton, algas filamentosas y varias macroalgas. Su alimentación principal es herbívora.
De tal modo que, en acuariofilia es una de las especies utilizadas para el control de algas por medios naturales

## Reproducción
Se conoce que son ovíparos y la puesta de huevos se realiza en comunidad. El desove sucede alrededor de la luna llena, estando sometido a la periodicidad del ciclo lunar. Los huevos son pelágicos, flotantes, transparentes y esféricos.

## Conservación
Zebrasoma xanthurum se encuentra desde el Mar Rojo alrededor de toda la península arábiga. Es común en toda su gama y puede ser localmente abundante en algunas partes de su distribución. Es un componente menor del comercio de acuarios. No hay grandes amenazas conocidas y se produce en un número de reservas marinas en partes de su área. Por lo tanto, aparece como preocupación menor.